# رياضة كروية

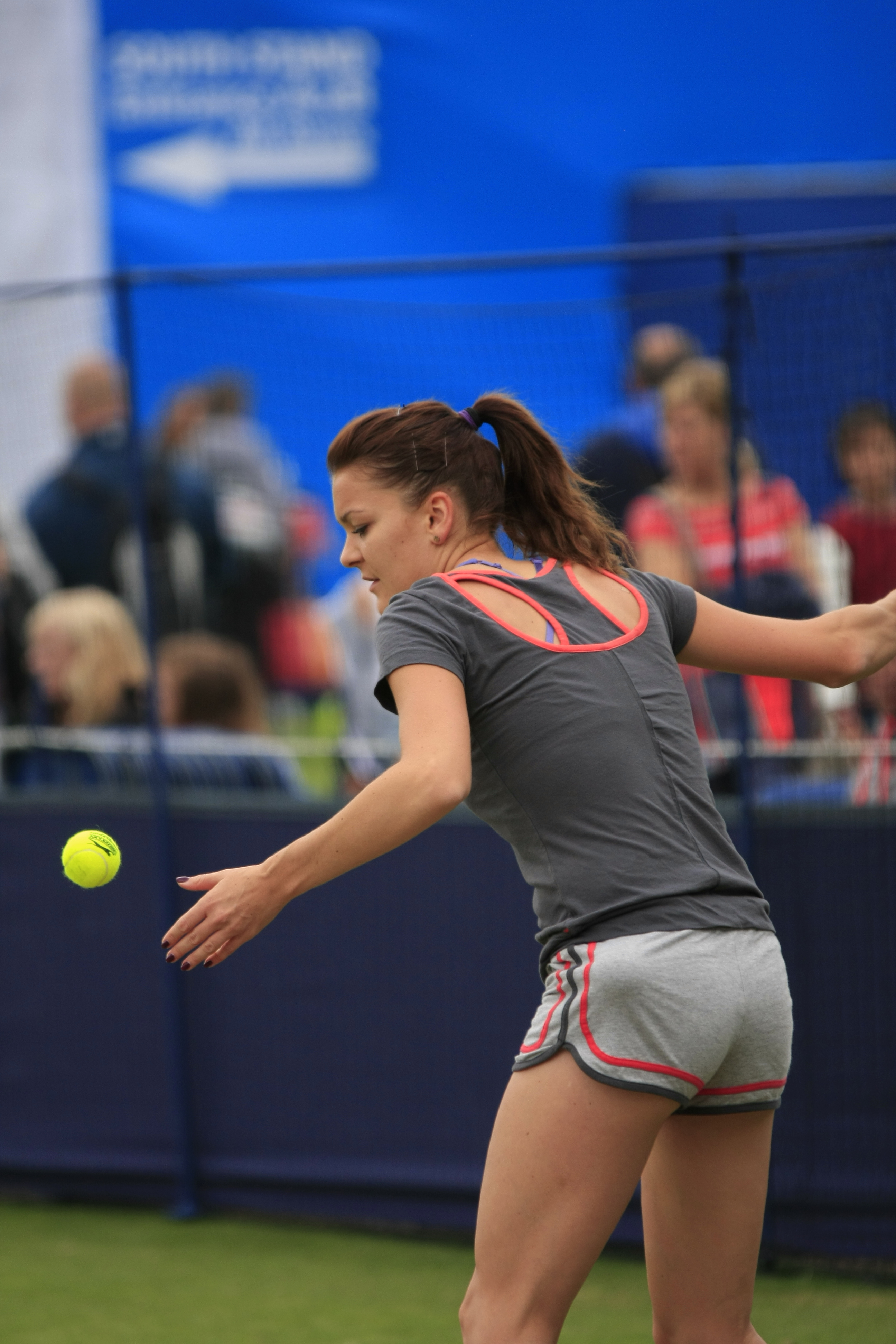
رياضة كروية

الرياضة الكروية هي الرياضة التي تعتمد في طريقة لعبها على الكرة وتعد الكرة الجزء الأساسي في اللعبة وتختلف طرق لعبها من رياضة إلى أخرى وأشهرها كرة القدم وأكثرها شعبية على عموم الرياضات.

## أنواع الرياضات الكروية
1. كرة القدم
2. كرة اليد
3. كرة السلة
4. الكرة الطائرة
5. كرة المضرب (التنس)
6. كرة الطاولة
7. كرة القدم الشاطئية
8. الغولف
9. دحروجة

## طرق الممارسة
تختلف طرق ممارسة الرياضة الكروية في كرة القدم لايجوز للاعب لمس الكرة بيده وفي كرة اليد ممنوع استعمال القدم وتلعب باشكال مختلفة. وتختلف أيضاً أحجام الكرة وتستخدم في بعض الرياضات الكروية أدوات للعب الكرة مثل العصي والمضارب في التنس وكرة القاعدة وغيرها وفي بعض الرياضات يسمح للاعب باستخدام قدميه ويده معاً في اللعب مثل كرة الطائرة والرغبي و على الكرة على ان تصل الهدف للحصول على عدد من النقاط

## البطولات
يوجد لكل رياضة بطولاتها يوجد في كرة القدم مسابقات عالمية لكافة الفئات السنية ويوجد بطولة كأس عالم لكل الرياضات الكروية ومواعيدها مختلفة حسب قيمة الحدث
1. كأس العالم لكرة القدم يقام كل 4 سنوات
2. كأس العالم لكرة اليد يقام كل سنتين
3. كأس العالم لكرة الطائرة تقام سنويا
4. كأس العالم لكرة السلة يقام كل 4 سنوات